# Бела Сърбия
Бела Сърбия (на сръбски: Бела Србија) или Бойка (на сръбски: Бојка) е историческата прародина на сърбите преди тяхното заселване на Балканите. Нейното местоположение не е изяснено, като има множество хипотези за различни области в Централна Европа. Според труда За управлението на империята на Константин VII Багренородни, въпросната област в Европа е родина на белите сърби, които през 7 век се заселват на Балканите.

## Хипотези относно местоположението
Определянето на местоположението на Бела Сърбия е сложен въпрос. Според различни автори, това е:
- На север от Дунав и Карпатите;[4]
- Днешна Чехия;[5]
  - Бохемия;[6]
- Между реките Елба и Зале;[7][8]
- Полша;[9]
- Червена Рус;[10]
- Остров Рюген в Германия;[10]
- Лужица.